# Črna jelša
Črna jelša (znanstveno ime Alnus glutinosa) je listopadno drevo iz družine brezovk.

## Opis
Znanstveno ime glutinosa izhaja iz latinske besede lepljiv, kar se nanaša na mlade liste tega drevesa, ki so lepljivi.
Črna jelša zraste do 30 metrov visoko, deblo drevesa pa je pokončno in ima rdeče rjavo lubje, ki je pri starih drevesih luskasto in razpokano. Krošnjo sestavljajo redke in močno razrasle veje, ki ji dajejo stožčasto obliko.
Listi črne jelše so enostavni in jajčasti in imajo nepravilno nazobčan rob. Po zgornji strani so svetleče temno zelene barve, po spodnji pa so svetlejše zeleni. Povprečno so dolgi okoli 10 cm in imajo kratke peclje.
Cvetovi so enospolne mačice. Moške so viseče in valjaste, razvijejo pa se zgodaj spomladi, še pred pojavom prvih listov. Ženske mačice so manjše, ovalne in pokončne, iz njih pa se po oploditvi razvijejo majhni viseči storžki zelene barve, ki so prekriti z luskami. V njih zorijo majhna krilata semena, ki iz zrelih storžkov izletavajo, ko so le-ti še na drevesih. 

## Razširjenost in uporabnost
Črna jelša je razširjena po celi Evropi vse do Sibirije, zahodne Azije, Severne Afrike, pa tudi v Novi Fundlandiji in Labradorju. Uspeva povsod tam, kjer je raven podtalnice visoka, najraje pa se zadržuje ob vodi. Najbolj ji odgovarja globoka ilovnata podlaga, razmnožuje pa se s semeni in potaknjenci.
Les črne jelše je gost in trpežen in temne barve. V vodi se njegova odpornost še okrepi, zaradi česar se pogosto uporablja za pilote in podvodne dele mostov. Na zraku les hitro propade, je pa primeren za ogrevanje, saj gori skoraj brez dima. V preteklosti so oglje iz lesa črne jelše veliko uporabljali pri izdelavi črnega smodnika. Skorja se uporablja pri strojenju usnja.
V Skandinaviji je imela v skandinavski mitologiji črna jelša posebno mesto, saj so ljudje verjeli, da so prvi ljudje nastali iz dreves črne jelše. Podobna verovanja so bila prisotna tudi v drugih mitologijah, na Irskem pa je bilo nekoč uničevanje dreves črne jelše kaznivo.

### Podvrste
- Alnus glutinosa subsp. glutinosa - razširjena v Evropi
- Alnus glutinosa subsp. barbata - razširjena v severni Anatoliji (Rize,Trabzon, Artvin)
- Alnus glutinosa subsp. antitaurica - redka podvrsta, razširjena samo v južni Anatoliji
- Alnus glutinosa subsp. betuloides - razširjena v vzhodni Anatoliji